# Ján Svorada (Radsportler, 1945)
Ján Svorada (* 31. März 1945 in Nové Město na Moravě) ist ein ehemaliger tschechoslowakischer Radrennfahrer und nationaler Meister im Radsport.

## Sportliche Laufbahn
Svorada gewann 1965 das Rennen Prag–Karlovy Vary–Prag und eine Etappe der Slowakei-Rundfahrt. 1966 siegte er dann im GP ZTS Dubnica nad Váhom, 1968 und 1971 konnte er diesen Sieg wiederholen. Er war in den 1960er Jahren Mitglied der Nationalmannschaft und startete bei mehreren internationalen Etappenrennen. So gewann er 1966 eine Etappe in der Jugoslawien-Rundfahrt und in der Tour de l’Avenir, 1967 eine Etappe in der Bulgarien-Rundfahrt, 1968 eine Etappe in der Slowakei-Rundfahrt. Die nationale Meisterschaft im Straßenrennen gewann er 1971 vor Petr Hladík und Jan Smolik. In der Slowakei-Rundfahrt 1968 wurde er Zweiter hinter Miloš Hrazdíra. In der Internationalen Friedensfahrt startete er 1970 und belegte den 27. Platz.